# Núria Marín Martínez
Pour les articles homonymes, voir Núria (homonymie), Marin et Martínez.
Núria Marín Martínez, née à L'Hospitalet de Llobregat en 1963, est une femme politique espagnole, membre du Parti des socialistes de Catalogne (PSC).

## Vie privée
Núria Marín Martínez naît à L'Hospitalet de Llobregat en 1963.

## Engagement politique

### Débuts
Núria Marín adhère en 1981 au Parti des socialistes de Catalogne (PSC).
Elle est élue conseillère municipale de L'Hospitalet de Llobregat en 1995, et obtient la délégation aux Finances dans l'exécutif conduit par Celestino Corbacho. Quatre ans plus tard, il en fait sa première adjointe, déléguée à l'Économie et aux Finances. Sa délégation est modifiée en 2007, et elle s'occupe alors de la Planification, de la Coordination et de l'Économie.

### Maire de L'Hospitalet
Le 21 avril 2008, Núria Marín est élue maire de L'Hospitalet de Llobregat par le conseil municipal. Obtenant la majorité absolue avec le soutien des seuls élus socialistes, elle remplace Celestino Corbacho, nommé précédemment ministre du Travail, et devient la troisième maire de la commune depuis la fin du franquisme.
Lors des élections municipales du 22 mai 2011, elle perd la majorité absolue dont bénéficiait le PSC depuis 28 ans, avec 13 élus sur 27. Elle est réélue maire le 11 juin 2011 avec le soutien d'Initiative pour la Catalogne Verts (ICV), la mairie de L'Hospitalet devenant la plus importante institution catalane gouvernée par le PSC.
Elle arrive de nouveau en tête, avec une majorité relative amoindrie de 11 conseillers municipaux, aux élections municipales du 24 mai 2015, un scrutin marqué par l'émergence du parti Ciutadans, directement en deuxième position des forces politiques. Elle est réélue maire pour un troisième mandat le 13 juin avec l'appui des seuls élus du PSC.
Aux élections municipales du 26 mai 2019, elle retrouve la majorité absolue au conseil municipal huit ans après l'avoir perdue, sa liste remportant 14 sièges 27. Elle entame donc son quatrième mandat consécutif le 15 juin suivant, étant réélue dans le fauteuil de maire avec le seul soutien du groupe des conseillers socialistes.
Après avoir été interrogée par la Police nationale en décembre 2020, elle est mise en examen en janvier 2021 dans le cadre d'une information judiciaire des chefs de détournement de fonds publics, trafic d'influence et prévarication concernant le Conseil sportif, une structure de droit privé subventionnée par la ville. Elle est finalement mise hors de cause le 12 juillet 2022, le juge d'instruction suivant les réquisitions du parquet anti-corruption.
Elle perd de nouveau la majorité absolue au cours des élections municipales du 28 mai 2023, remportant 13 élus sur 27, un résultat totalement inattendu dans ce fief socialiste. Le 17 juin, elle est confirmée à la mairie par le conseil municipal et entame ainsi son cinquième mandat. Le 22 mai 2024, le journal La Vanguardia révèle qu'elle a l'intention de renoncer à son fauteuil de maire le 15 juin au profit de son adjoint David Quirós. Celui-ci est effectivement élu maire à la date prévue.

### Présidente de la députation et du PSC
Núria Marín est présidente de la députation provinciale de Barcelone entre le 11 juillet 2019 et le 13 juillet 2023, en coalition avec Ensemble pour la Catalogne (Junts).
Le 15 décembre 2019, elle est élue présidente du Parti des socialistes de Catalogne (PSC), sur proposition du premier secrétaire réélu, Miquel Iceta. Elle devient vice-présidente du PSC deux ans plus tard, au cours d'un congrès extraordinaire qui consacre Salvador Illa comme premier secrétaire.

### Sénatrice
Núria Marín est élue, le 26 juillet 2023, sénatrice par le Parlement de Catalogne par 96 voix pour et 18 abstentions. Elle remplace une autre socialiste, Lorena González. Elle est reconduite en juillet 2024.
Le 3 septembre 2024, le gouvernement catalan du socialiste Salvador Illa la nomme déléguée de la généralité de Catalogne à Madrid. Son siège de sénatrice revient le 16 octobre suivant à la maire socialiste de Sant Pere de Ribes, Abigail Garrido.